# Јосип Дебељак
Јосип Дебељак (Орешје, 27. новембар 1902 — 1931) пекарски радник и један од седморице секретара СКОЈ-а.

## Биографија
Рођен је 27. новембра 1902. године у селу Орешју, у Хрватском загорју.
Радничком покрету приступио је 1919. године. Члан Савеза комунистичке омладине Југославије постаје 1921. године, у Загребу, где је радио као пекар. Члан Комунистичке партије Југославије је од 1923. године. Био је члан руководства Синдиката пекарских радника и члан Месног комитета КПЈ за Загреб. На Четвртом конгресу КПЈ у Дрездену, новембра 1928. године, изабран је за члана Централног комитета Комунистичке партије Југославије и постао секретар Централног комитета СКОЈ-а.
На илегалном партијском састанку у кафани „Природа“, на Виноградској цести у Загребу, октобра 1931. године, опколили су га полицијски агенти. У сукобу са агентима убио је злогласног полицијског агента Дотлића. Том приликом је рањен у руку, али је успео побећи.
Неколико дана касније, 15. октобра 1931. године, полиција га је открила у стану на Светицама, у Загребу и убила, заједно са Јосипом Адамићем, чланом Месног комитета КПЈ за Загреб и секретаром Покрајинског комитета СКОЈ-а за Хрватску.
Сахрањен је у Гробници народних хероја на Загребачком гробљу Мирогој.

## Фото галерија
- Бисте секретара СКОЈ-а у дворишту ОШ „Седам секретара СКОЈ-а“ у Новом Београду
- Биста Јосипа Дебељака
- Биста Јосипа Дебељака у Загребу
- Спомен-плоча на кући поред које је Дебељак погинуо у сукобу с полицијом